# Луций Цезоний Овиний Манлий Руфиниан Басс
Луций Цезоний Овиний Манлий Руфиниан Басс (лат. Lucius Caesonius Ovinius Manlius Rufinianus Bassus) — римский государственный деятель второй половины III века, консул-суффект 284 года. Сделал продолжительную и блестящую карьеру в правление ряда императоров, занимал множество гражданских и военных должностей.

## Биография
Луций Цезоний Овиний Манлий Руфиниан Басс родился между 225 и 230 годами, в эпоху правления императора Александра Севера. Он происходил из рода Цезониев, возведённого в патрицианское сословие в начале III века. Его отцом был консул-суффект 225/230 года Луций Цезоний Луцилл Макр Руфиниан. О матери Басса нет никаких сведений. Предполагается, что она происходила из рода Овиниев. Согласно одной из реконструкций, она была сестрой городского префекта Овиния Пакациана.
Карьера Басса известна благодаря посвящённой ему надписи из кампанского города Аверса. Большинство занимаемых им постов не могут быть точно датированы. Историком И. Менненом было высказано предположение, что его cursus honorum начался в период между 240 и 245 годом в правление Гордиана III или Филиппа I Араба. Первой должностью Басса было руководство тюрьмами Рима. За этим последовало его назначение в коллегию sevir turmae deducendae, в составе которой он возглавлял группу из шести человек, принадлежавших к сословию всадников и отвечавших за организацию и финансирование общественных игр города. Басс продолжил своё восхождение по карьерной лестнице как императорский кандидат на должности квестора и претора.
Затем Луций был куратором Беневента, а впоследствии возглавлял Лавиний. Обе эти должности он занимал в 50-х годах III века. Около 260 года Басс находился на посту консула-суффекта. Как его отец и дед, он некоторое время был куратором берегов и русла Тибра. После этого Басс как заместитель проконсула провинции Африка в ранге легата управлял областью вокруг Карфагена. Вслед за легатством (или одновременно с ним) он был куратором Карфагена. Следующим был его назначение проконсулом Африки, которое произошло около 275 года. В надписи упоминается, что Басс состоял в администрации провинции Африка в течение трёх лет, однако остается неясным, то ли он был проконсулом в течение трёх лет, то ли занимал должности легата, куратора и проконсула в аналогичный промежуток времени. Принимая во внимание, что проконсулы крайне редко оставались на своих постах более одного года, более вероятной кажется последняя гипотеза.
Между 276 и 282 годом (возможно, около 280 года) Басс был назначен императором Пробом presidendum iudicio magno, то есть председателем апелляционного суда, в Риме. Далее, по всей видимости, в тот же период, Проб назначил его судьей, действующим от имени императора в рассмотрении дел, касающихся поступлений в императорскую казну, а также финансовых дел между частными лицами. Сначала он занимал эту должность в Риме (приблизительно в 276—281 годах), а затем в Африке (между 281 и 282 годом). Возможно, во время правления Карина и Нумериана, около 283 или 284 года Басс был возведен в ранг комита императора. Затем, в 284 году он стал консулом-суффектом во второй раз. Повторное назначение консулом-суффектом представляется необычным, так как начиная со II века (точнее говоря, с 104 года) в карьере государственных деятелей за суффектством всегда следовало ординарное консульство. Однако, в связи с тем, что между 283 и 285 годом все ординарные консульства были заняты императорами, не осталось места для людей, не относящихся к высшему руководству. Этим может быть объяснена сложившаяся ситуация. В середине 285 года Руфиниан Басс был назначен префектом Рима.
За время своей карьеры Руфиниан Басс занимал ряд жреческих должностей: палатинского салия, понтифика Непобедимого Солнца (предположительно, около 274 года при Аврелиане), и, наконец, старшего понтифика. В надписи также упоминается, что Басс был pr[…]ones tracto Piceno. Пробел в надписи может быть объяснен по-разному: либо он был praefectus annones (ответственным за поставки зерна), либо praefectus adversus latrones (руководителем отряда, направленного на борьбу с разбойниками), либо praefectus ad tirones, то есть ответственным за набор рекрутов.
Сыном Руфиниана, по всей видимости, был консул 317 года Цезоний Басс. Как полагает историк Кристиан Сеттипани, у него также была дочь по имени Цезония Манилия, вышедшая замуж за консула 322 года Амния Аниция Юлиана.